# Campeonato Potiguar 1928
In 1928 werd het tiende Campeonato Potiguar gespeeld voor voetbalclubs uit de Braziliaanse staat Rio Grande do Norte. De competitie werd gespeeld van 16 oktober 1928 tot 6 februari 1929 en georganiseerd door de Federação Norte-rio-grandense de Futebol. América de Natal werd de kampioen.

## Eindstand
| Plaats | Club             | Wed. | W | G | V | Saldo | Ptn. |
| ------ | ---------------- | ---- | - | - | - | ----- | ---- |
| 1.     | ABC              | 5    | 5 | 0 | 0 | 34:4  | 10   |
| 2.     | América de Natal | 5    | 3 | 0 | 2 | 21:6  | 6    |
| 3.     | Alecrim          | 3    | 2 | 0 | 1 | 10:4  | 4    |
| 4.     | Paissandu        | 4    | 2 | 0 | 2 | 12:14 | 4    |
| 5.     | Santa Cruz SC    | 4    | 1 | 0 | 3 | 5:17  | 2    |
| 6.     | Sport            | 5    | 0 | 0 | 5 | 2:39  | 0    |

|  | Kampioen |

## Kampioen
| Campeonato Potiguar de 1928 |
| Rio Grande do Norte         |
| --------------------------- |
| ABC Kampioen (6° titel)     |